# Maat Mons

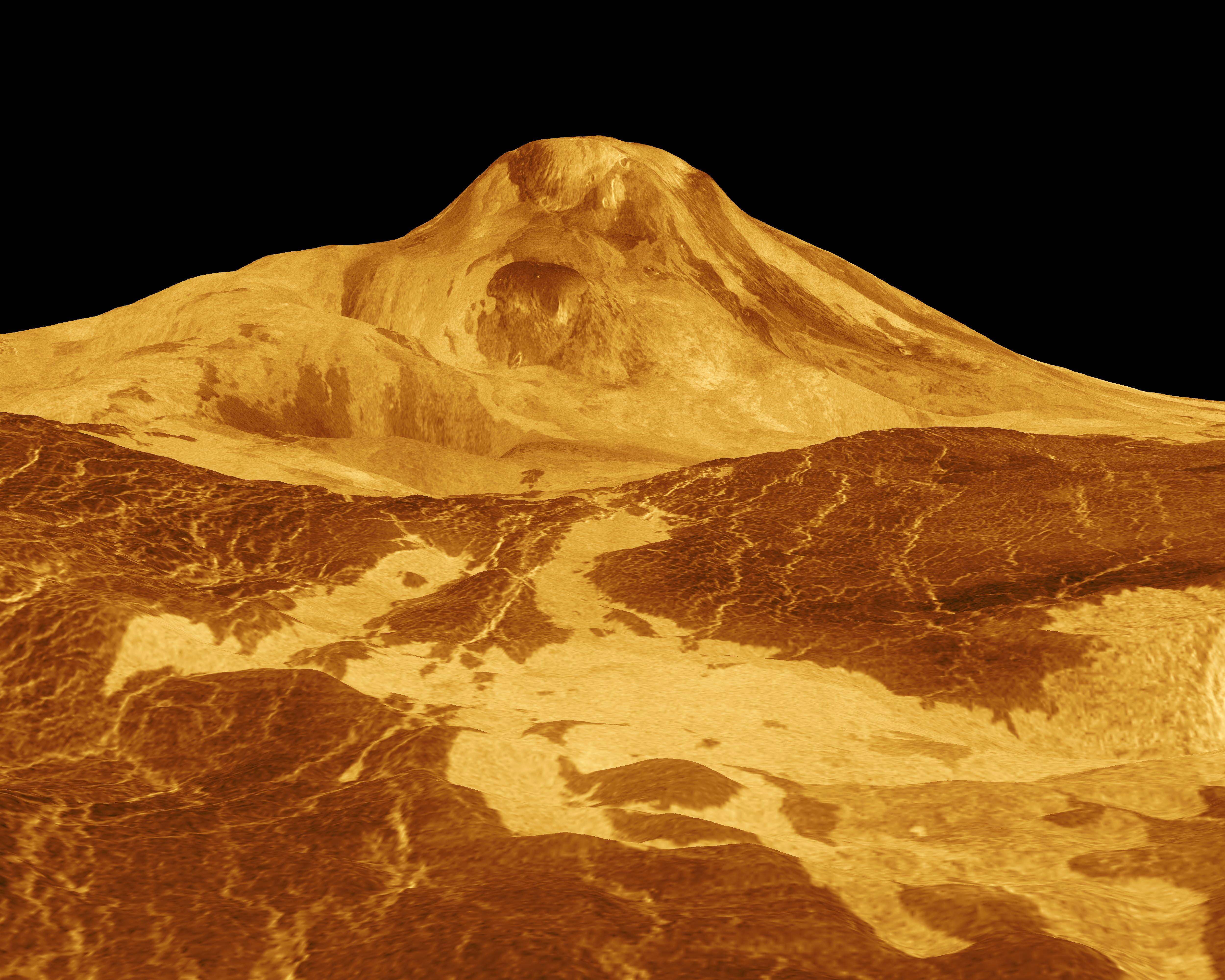
Der Maat Mons in einer dreidimensionalen Perspektive mit 22,5-fachem, übertrieben dargestelltem Höhenprofil

Der Maat Mons ist der höchste Vulkan des Planeten Venus. Er liegt bei 0,5° nördlicher Breite und 194,6° östlicher Länge und erhebt sich acht Kilometer über den mittleren Planetenradius. Benannt wurde er nach der ägyptischen Göttin Maat.

## Struktur
Der Maat Mons hat eine große Caldera mit einer Ausdehnung von 28 km mal 31 km. In ihr befinden sich mindestens fünf kleine kollabierte Krater mit einem Durchmesser von bis zu 10 km. Eine Kette von kleinen Kratern mit Durchmessern von 3 bis 5 km erstreckt sich über eine Länge von 40 km entlang der südwestlichen Seite des Vulkans. Allerdings weisen sie keine Anzeichen eines Vulkanausbruchs auf, sondern scheinen ebenfalls durch Einstürze gebildet worden zu sein. Hochauflösende Bilder der Magellan-Sonde deuten auf keinen Lavastrom hin.

## Aktivität
Radar-Untersuchungen der Magellan-Sonde offenbarten eine verhältnismäßig häufige vulkanische Aktivität des Maat Mons in Form von Ascheströmen am Gipfel und an der nördlichen Seite.
Planetengeologen stellten bei Untersuchungen Anfang der 1980er Jahre durch die Pioneer-Venus-Sonden beträchtliche Schwankungen der Schwefeldioxid- und Methan-Konzentration innerhalb der mittleren und höheren Venusatmosphäre fest. Eine mögliche Erklärung dafür wäre der Ausstoß vulkanischer Gase in die Atmosphäre durch plinianische Eruptionen des Maat Mons.